# Na Quebrada
Pour plus de détails, voir Fiche technique et Distribution.
Na Quebrada est une comédie dramatique brésilienne réalisée par Fernando Grostein (pt) et sortie en 2014.

## Synopsis
Le film suit la trajectoire d'un groupe de jeunes issus des classes inférieures, comme Júnior, un réparateur de télévision talentueux, Zeca, qui a été témoin d'un massacre, Joana, une fille qui rêve de sa mère inconnue, et Gerson, dont le père est en prison depuis qu'il est né. Entre les histoires de perte et de violence, ils découvrent un nouveau moyen d'exprimer leurs idées et leurs émotions : le cinéma.

## Fiche technique
- Titre original : Na Quebrada[1] (litt. « En panne »)
- Réalisateur : Fernando Grostein (pt)
- Scénario : Fernando Grostein (pt), André Finotti, Marcelo Vindicato
- Photographie : Fernando Grostein (pt)
- Montage : André Finotti, Raoni Rodrigues
- Musique : Lucas Lima
- Décors : Claudia Calabi
- Production : Eduardo Nasser, Fernanda Torturra, Fred Avellar, Luiz Alfaya, Luiz Nogueira, Tim Maia, Cadu Ciampolini
- Société de production : Globo Filmes (pt), Spray Filmes
- Pays de production :  Brésil
- Langue originale : portugais
- Format : Couleurs
- Durée : 90 minutes
- Genre : Comédie dramatique
- Dates de sortie :
  - Brésil : 16 octobre 2014

## Distribution
- Daiana Andrade : Joana
- Domenica Dias : Mônica
- Felipe Simas (pt) : Zeca
- Gero Camilo (pt) : Moacir
- Jean Amorim : Júnior
- Jorge Dias : Gerson
- Emanuelle Araújo (pt) : Ylana
- Eucir de Souza (pt) : Alvaro
- Cláudio Jaborandy (pt) : seu Misael
- Marcello Gonçalves (pt) : Arnaldo
- Paula Cohen (pt) : Teresa
- Monica Bellucci : Paola
- Alvise Camozzi : Gianluigi
- Anderson Lima : Lúcio
- Clarisse Abujamra (pt) : Dona Alice
- João Baldasserini (pt) : Jonas

## Accueil critique
Le critique Francisco Russo d'AdoroCinema.com a attribué au film 2,5 étoiles sur 5 : « Ce n'est pas d'aujourd'hui que le cinéma parle de la pauvreté qui existe au Brésil en raison de l'exclusion sociale, avec tous ses problèmes et ses contradictions. Dans les années 1950, Nelson Pereira dos Santos a abordé le sujet dans le classique Rio, zone Nord, avec Grande Otelo. Le thème a définitivement explosé grâce au succès de La Cité de Dieu, au début du XXIe siècle, surtout d'un point de vue esthétique. Il s'agissait d'une « belle » pauvreté, avec une photographie époustouflante et des détails impressionnants dans les décors. Comme tout ce qui est réussi, il a porté ses fruits - pour le meilleur et pour le pire. Na Quebrada est l'un d'entre eux ».